# 尚伯雷
尚伯雷是法国科雷兹省的一个市镇，属于蒂勒区（Tulle）特雷尼亚克县（Treignac）。该市镇总面积69.85平方公里，2009年时的人口为1,372人。

## 人口
尚伯雷（Chamberet）人口变化图示